# Новофедорівська сільська рада (Казанківський район)
Новофе́дорівська сільська́ ра́да — адміністративно-територіальна одиниця та орган місцевого самоврядування в Казанківському районі Миколаївської області. Адміністративний центр — село Новофедорівка.

## Загальні відомості
- Населення ради: 771 особа (станом на 2001 рік)

## Населені пункти
Сільській раді підпорядковані населені пункти:
- с. Новофедорівка
- с. Жовтень
- с. Новогригорівка
- с. Троянка
- с-ще Утішне

## Склад ради
Рада складається з 14 депутатів та голови.
- Голова ради:
- Секретар ради: Хижняк Любов Анатоліївна

### Керівний склад попередніх скликань
| Прізвище, ім'я, по батькові | Основні відомості                                                 | Дата обрання | Дата звільнення |
| --------------------------- | ----------------------------------------------------------------- | ------------ | --------------- |
| Іванченко Лідія Василівна   | Сільський голова, 1959 року народження, освіта вища, позапартійна | 26.03.2006   | 31.10.2010      |
| Іванченко Лідія Василівна   | Сільський голова, 1959 року народження, освіта вища, позапартійна | 31.10.2010   | 15.12.2014      |

Примітка: таблиця складена за даними сайту Верховної Ради України

### Депутати
За результатами місцевих виборів 2010 року депутатами ради стали:

#### За суб'єктами висування
| Суб'єкт висування           | Кількість обраних депутатів | %    |
| --------------------------- | --------------------------- | ---- |
| Партія регіонів             | 12                          | 85,7 |
| Комуністична партія України | 1                           | 7,1  |
| Самовисування               | 1                           | 7,1  |

#### За округами
| № округу                    | Прізвище, ім'я, по батькові       | Дата визнання обраним | Освіта  | Партійна приналежність | Відомості про обраного депутата                       |
| --------------------------- | --------------------------------- | --------------------- | ------- | ---------------------- | ----------------------------------------------------- |
| Комуністична партія України |                                   |                       |         |                        |                                                       |
| 2                           | Шелест Олена Станіславівна        | 02.11.2010            | середня | позапартійна           | Гейківська ПН лікарня, молодша медична сестра         |
| Партія регіонів             |                                   |                       |         |                        |                                                       |
| 1                           | Заїка Любов Олексіївна            | 02.11.2010            | вища    | позапартійна           | ТОВ «Батьківщина», обліковиць                         |
| 3                           | Хижняк Любов Анатоліївна          | 02.11.2010            | середня | член Партії регіонів   | Новофедорівська сільська рада, секретар               |
| 5                           | Козоброд Марина Миколаївна        | 02.11.2010            | середня | позапартійна           | Територіальний центр, працівник                       |
| 6                           | Козоброд Володимир Анатолійович   | 02.11.2010            | середня | позапартійний          | приватний підприємець                                 |
| 7                           | Паскарь Василь Васильович         | 02.11.2010            | середня | член Партії регіонів   | Одноосібник                                           |
| 8                           | Пономаренко Олег Євгенович        | 02.11.2010            | середня | позапартійний          | приватний підприємець                                 |
| 9                           | Гнатюк Анатолій Михайлович        | 02.11.2010            | середня | член Партії регіонів   | пенсіонер                                             |
| 10                          | Нагіна Людмила Геогіївна          | 02.11.2010            | середня | позапартійна           | ФГ «Злагода», бухгалтер                               |
| 11                          | Нагін Володимир Петрович          | 02.11.2010            | середня | позапартійний          | ФГ «Злагода», голова                                  |
| 12                          | Божінський Олександр Анатолійович | 02.11.2010            | середня | член Партії регіонів   | ФГ «Серба», механізатор                               |
| 13                          | Божінська Надія Василівна         | 02.11.2010            | середня | член Партії регіонів   | Новофедорівський дитячий садок, завідувачка           |
| 14                          | Матуненко Наталія Вікторівна      | 02.11.2010            | середня | член Партії регіонів   | ТОВ «Батьківщина», різноробоча                        |
| Самовисування               |                                   |                       |         |                        |                                                       |
| 4                           | Малик Інна Леонідівна             | 02.11.2010            | вища    | позапартійна           | Новофедорівська загальноосвітня школа, иректор школид |